# Xã Roscoe, Quận Davis, Iowa
Xã Roscoe (tiếng Anh: Roscoe Township) là một xã thuộc quận Davis, tiểu bang Iowa, Hoa Kỳ. Năm 2010, dân số của xã này là 220 người.